# 滝口宗安
滝口 宗安（たきぐち（の）むねやす）は、平安時代末期から鎌倉時代前期にかけての武士。滝口武者の一人。実名は前野宗安で、前野家3代目当主である。本姓が良岑氏であるため正式な姓名は良岑宗安である。

## 生涯

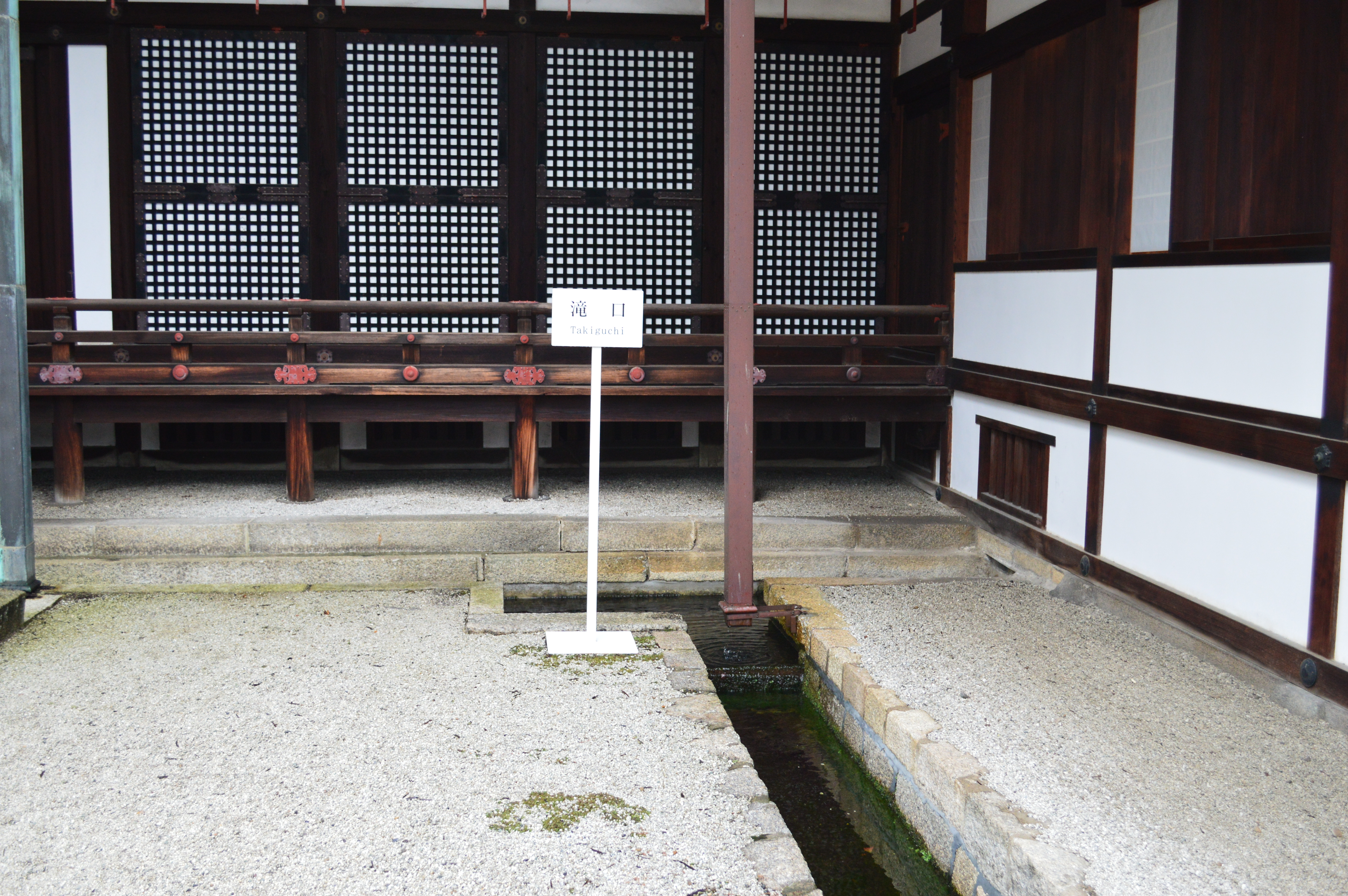
京都御所で復元された滝口

滝口宗安は、当時の良岑氏流前野氏の当主前野（滝口）宗長の嫡男として長寛2年（1164年）に生まれる。父の宗長は平忠度の従兄弟となり、由縁を求めて一族とともに京都へ移る。父の宗長と共に平忠盛・忠度親子に仕え、内裏の北門警護を任される武士へと出世し、帝から滝口姓を勅許蒙る。
養和元年（1181年）、木曽冠者源義仲が挙兵し越後国に攻め込んだ際には、主君・忠度の命令で越後守・城長茂加勢のため出陣する。宗安は、頸城郡吉田荘に砦を築きこれを守った。この際に縁があった菅原天神の社家吉田氏の娘を妻とし、前野時綱らを産んだ。
城長茂とともに信濃国横田河原に攻め入り敗戦する（横田河原の戦い）と、宗安は忠度の本陣がある越中国まで退く。そこで源義仲らを迎え撃とうとするが、義仲の策によって大敗し（倶利伽羅峠の戦い）、その後は京都に戻って再起を図ったという。源氏の詮議が厳しかったが、梶原景時が城長茂や前野党の助命を願ったために赦免されたという。これは、景時がかつて目代として尾張に下向した際に前野庄を訪れた縁があったからだという。
正治2年（1200年）の梶原景時の変で庇護者の景時が滅ぼされた城長茂は、翌年に上洛して平家再興を計り東洞院の御所を取り囲んだ。この際、宗安はじめ前野党は長茂を守り力戦したが主従ともに大和国に逃れたという。同国生駒氏のもとへ身を寄せたともいわれる。
身を潜めていた頃に院宣があり、河内判官代（藤原秀康のことか）の旗下に参じるため城南寺に向かった（承久の乱）。尾張国へ派遣された宗安は中島宣長とともに洲俣川の守備にあたり、武田信光や小笠原長清と戦ったが敗北した。再び大和国の生駒氏のもとへ敗走したが、六波羅探題から罪を赦免された中島宣長のはからいで尾張に戻り、承久3年（1221年）の春、先祖代々の本貫である前野村九十五貫文を取り戻した。
嘉禎元年（1235年）4月17日、享年72歳で亡くなった。

## 氏族
良岑氏流前野氏およびは、良岑高成（立木田高成）の子でありこの宗安の祖父である良岑（前野）高長が尾張国丹羽郡前野村（現在の愛知県江南市前野町〜大口町辺り）に移り住んで前野を自称し、前野時綱が正式に前野を名乗ったのが始まりとされている。
滝口宗安の実名は前野宗安であるが、滝口の武者として帝から勅許を得た滝口姓を使用した。

## 人物と前野党
天皇公認の武士集団に属していただけあって、武勇に優れていたという。馬を扱う役人でもあったため、馬術にも優れており、子孫代々この馬術を教わったという。宗安は弓術にも通じていて、弓馬の技術はともに一流であったという。また、宗安の家臣団にも優秀な人材が多くいたという。これらの才能を評価され、宗安とその家臣団は前野党と呼ばれたという。
前野党と呼ばれた宗安家臣団の人物（左：宗長時代からの譜代家臣、右：治承・寿永の乱以来の家臣）
- 箱羽三郎吉高
- 長谷部次郎行高
- 小口三郎真遠
- 榎社二郎直長
- 余野二郎高広
- 上野次郎高通
- 下野弥六郎高助
- 前野左兵衛尉高近

- 羽黒二郎長俊
- 箱羽三郎兵衛吉高
- 岩部四郎佐高
- 下野弥六郎高守
- 上野次郎高充
- 小口三郎真近
- 前野二郎宗光
- 土佐坊定俊（前野定俊）

## 子孫
前野家文書『武功夜話』の記述よると宗安は、後の関白豊臣秀次付筆頭家老前野将右衛門長康（坪内光景）や、関ヶ原の戦いで石田三成隊先鋒として戦った前野兵庫助忠康（舞兵庫）を子孫にもつ。このうち前野長康の系統は長康嫡男の前野景定の代で断絶し、忠康の嫡男前野三七郎も関ヶ原の戦いで戦死したが、忠康の養子前野自性には子孫がおり、子孫は阿波徳島藩に仕えた。『水戸黄門』に登場する介さんのモデルとなった佐々宗淳も男系上はこの宗安の子孫である。

## 系譜
- 祖父：前野高長
- 父：滝口宗長（前野宗長）
- 妻：越後国頸城郡菅原天神の社家吉田氏の娘
  - 嫡男：前野時綱
  - 次男：前野宗時
  - 三男：小弓宗長（小弓氏祖）